# GP-25
El GP-30 Obuvka ("Zapato"), GP-25 Kostyor ("Hoguera") y BG-15 Mukha ("Mosca") son lanzagranadas acoplados rusos para los fusiles de asalto de la serie Kalashnikov. Fueron vistos por vez primera en 1984 durante la guerra de Afganistán. La versión inicial fue denominada BG-15 y fue instalada bajo el cañón de los fusiles AK-74. El GP-25, la principal versión de serie, tiene un sistema de puntería diferente. El GP-34, la última versión, tiene las siguientes características:
- Fiabilidad: Fue específicamente diseñado y probado para los fusiles de asalto Kalashnikov, acoplándose directamente a estos sin necesidad de adaptadores o de desmontar el guardamanos.[1]

- Seguridad mejorada: Su mecanismo de disparo ha sido mejorado. El diseño evita que la granada se mueva o caiga del cañón, incluso si este apunta hacia abajo. El GP-34 tiene un mecanismo adicional (palanca de seguro del percutor) para evitar disparos accidentales al recargar.[1]

## Desarrollo

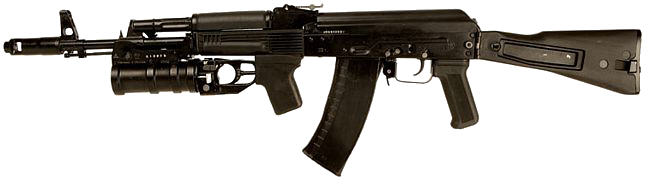
Un AK-74M equipado con un lanzagranadas GP-30.

El desarrollo del lanzagranadas empezó en 1966 en el Buró Central de Diseño e Investigación de Armas Deportivas y de Cacería. El desarrollo continuó durante la década de 1970 y en 1978 fue adoptado en servicio. El GP-30 entró en servicio en 1989, siendo empleado con los fusiles de asalto AK-103 y otros fusiles AK de la Serie-100.

## Descripción
Los tres lanzagranadas son similares, disparan la misma granada de 40 mm y emplean el mismo sistema Alta-Baja Presión desarrollado en Alemania a finales de la Segunda Guerra Mundial para obtener un retroceso con poca fuerza sin tener que emplear toberas de escape para el fogonazo de un cohete u otro tipo de proyectil. 
El GP-25 es un lanzagranadas de diseño muy sencillo, constando de un cañón estriado de 40 mm sumamente corto situado delante de un mecanismo de gatillo básico con una empuñadura minúscula. Sobre el cañón se encuentran los aparejos para acoplar el arma bajo el cañón de un fusil de asalto de la serie Kalashnikov, desde donde se dispara.
Para disparar, se introduce una granada por la boca del cañón, se apunta el lanzagranadas y se aprieta el gatillo. Este detona el fulminante de la base de la granada, que enciende la nitrocelulosa dentro del cuerpo de la granada. El gas caliente que se expande al encenderse la mezcla propulsora es forzado a través de aberturas en la base de la granada, implusando a esta a través del cañón y al mismo tiempo obligando a la banda de guía que se encaje en las doce estrías de este. El estriado ofrece una rotación estable al proyectil. 
La vida útil del cañón es de 400 disparos.

## Prestaciones
Las prestaciones del lanzagranadas GP-25 son similares a las del lanzagranadas M203. El peso es de 1,5 kg, más los 250 gramos que pesa la granada calibre 40 mm. Su longitud es de 323 mm. La mayor diferencia con respecto al M203, aparte de la arquitectura, es que se recarga por el cañón y no por la recámara, como el modelo estadounidense.

## Munición
Los tres lanzagranadas disparan una serie de granadas especiales de 40 mm. Originalmente, la principal granada era la VOG-15 (7P17) de fragmentación. Esta fue superada por la granada de fragmentación con carcasa de acero VOG-25. El radio letal de la VOG-25 es de 6 m.
También está disponible la granada rebotante VOG-25P, que cuando impacta se detona una pequeña carga en su nariz y la eleva entre 0,5 y 1,5 m en el aire, antes que una espoleta de impacto retardado la detone. La VOG-25P también tiene un radio letal de 6 m. 
Además están disponibles granadas de humo - inicialmente la GRD-40. Ahora existe una serie de granadas diseñadas para emplearse a diferentes alcances llamadas GRD-50, GRD-100 y GRD-200, para emplearse a 50, 100 y 200 m respectivamente. Estas son capaces de producir una nube de humo de 20 metros cuadrados que dura un minuto en vientos de hasta 5 m/s. 
Igualmente están disponibles una granada de gas CS llamada Gvozd y una granada de caucho. 

### Granadas
- Distancia de armado de la espoleta: 10-40 m (33-130 ft)
- Tiempo de autodestrucción de la espoleta: 14-19 s
- Especificaciones de la VOG-25:
  - Peso: 250 g (0.55 lb)
  - Carga explosiva: 48 g de explosivo A-IX-1.
- Especificaciones de la VOG-25P:
  - Peso: 278 g (0.61 lb)
  - Carga explosiva: 37 g de TNT.
- Especificaciones de la GRD-50/100/200:
  - Peso: 265 g
  - Carga fumígena: 90 g

## Servicio
Desde que entró en servicio en 1966, el GP-25 ha sido el aliado de las fuerzas especiales de la armada soviética o ejército rojo, los Spetsnaz.
En 1978, el GP-30, el modelo superior, lo sustituyó, gracias a un alcance mayor y una mayor potencia.
Tanto el GP-25 como el GP-30 fueron empleados por las tropas soviéticas en la Guerra de Afganistán (1978-1992).

## Usuarios
- Argelia[2]
- Bulgaria: Fabricado bajo licencia por Arsenal, como UBGL[3] y UBGL-1.[4]

- Corea del Norte[5][6]

- Georgia: Producido localmente por STC Delta.[7][8]

- Lituania: Fuerzas Armadas de Lituania.[9]

- Nicaragua[10]

- Rusia[11]

- Serbia: Fabricado bajo licencia por Zastava Arms como el PBG - 40 mm[12] y el PBG 40 mm M70.[13]
- Nueva Rusia: rebeldes comunistas ucranianos
- Ucrania[5]